# Hynobius amjiensis
Hynobius amjiensis là một loài kỳ giông thuộc họ Hynobiidae.
Đây là loài đặc hữu của Trung Quốc.
Môi trường sống tự nhiên của chúng là đầm nước và đầm nước ngọt.
Chúng hiện đang bị đe dọa vì mất môi trường sống.